# Snarum
Snarum este o localitate din comuna Modum, provincia Buskerud, Norvegia.